# Toile de jute
Pour les articles homonymes, voir Jute.

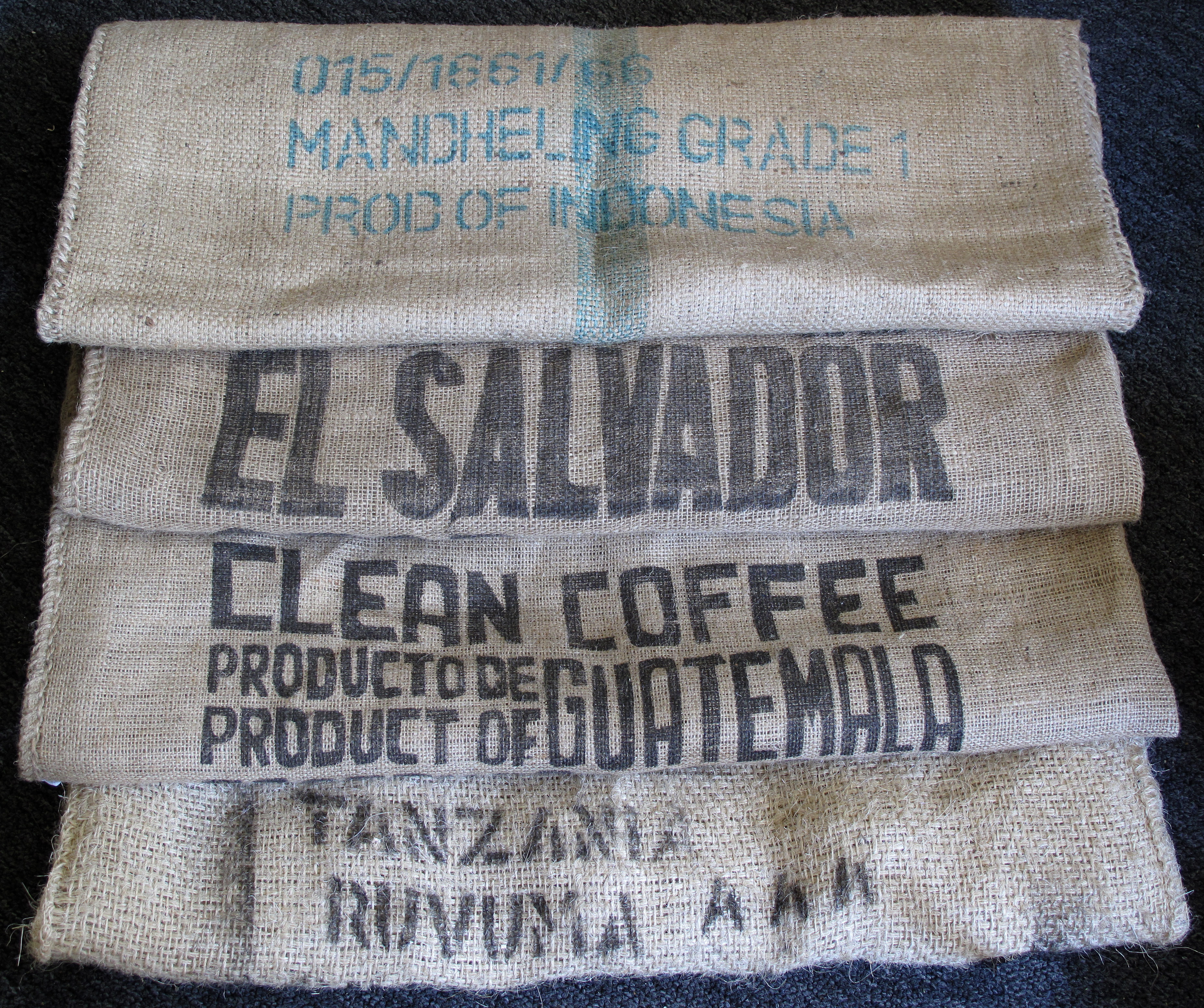
Sacs à café. Les trois du dessus sont en jute. Celui de Tanzanie (en bas) est fait de sisal.

La toile de jute est un textile tissé fait de fibres de jute ou de sisal. Il peut servir à fabriquer de la corde, des filets, des sacs et des produits similaires. Il sert également comme revêtement de sol (linoléum). La toile maillée de filasse de jute est utilisée pour armer le staff.